# Castel Valer
Castel Valer ist eine Höhenburg im Nonstal im Trentino, Italien. Die in der zweiten Hälfte des 13. Jahrhunderts entstandene Burg wurde im 15. Jahrhundert von zwei Linien der Familie Spaur aufgeteilt und schrittweise in zwei eigenständige Schlösser verwandelt. Der mittelalterliche achteckige Bergfried gilt als eines der letzten architektonischen Beispiele der Stauferherrschaft in Italien.

## Lage
Die Burg liegt auf der orographisch rechten Seite des Flusses Noce in der Gemeinde Ville d’Anaunia. Sie wurde auf einer kleinen 594 m hohen Anhöhe südwestlich der Fraktion Tassullo errichtet.
Der Burghügel wird an seiner Nordseite vom Burggraben, genannt Fosso del Laghet, von den angrenzenden Obstplantagen abgegrenzt. An seiner Ostseite läuft der Hügel seicht in Richtung des Ortsteiles Campo aus. An der Südseite fällt er dagegen steil in die vom Bach Paglia ausgewaschene Schlucht ab. Der Südhang wurde in der Vergangenheit bei Hochwasser immer wieder ausgespült und kam mehrfach ins Rutschen, wobei Teile der Burg einstürzten.

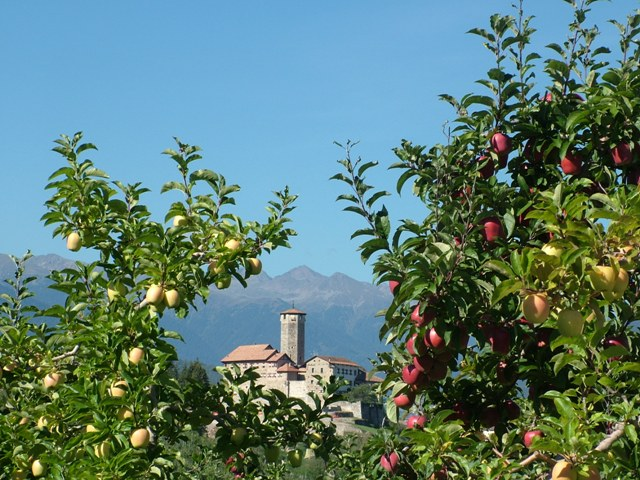
Süd- und Ostseite mit der Ober- (links) und der Unterburg (rechts), im Hintergrund der Ilmenkamm
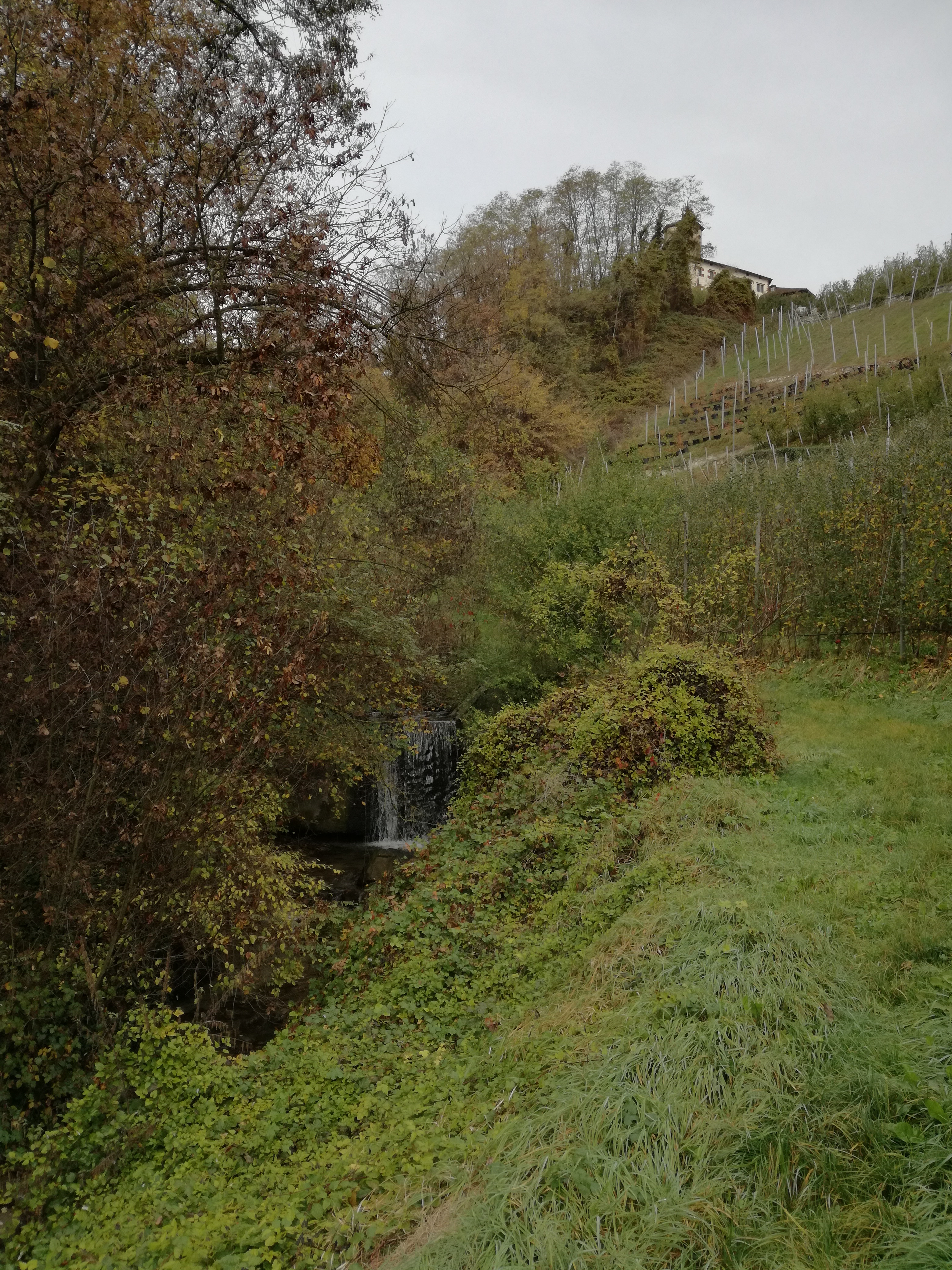
Burgberg mit dem Rio Paglia
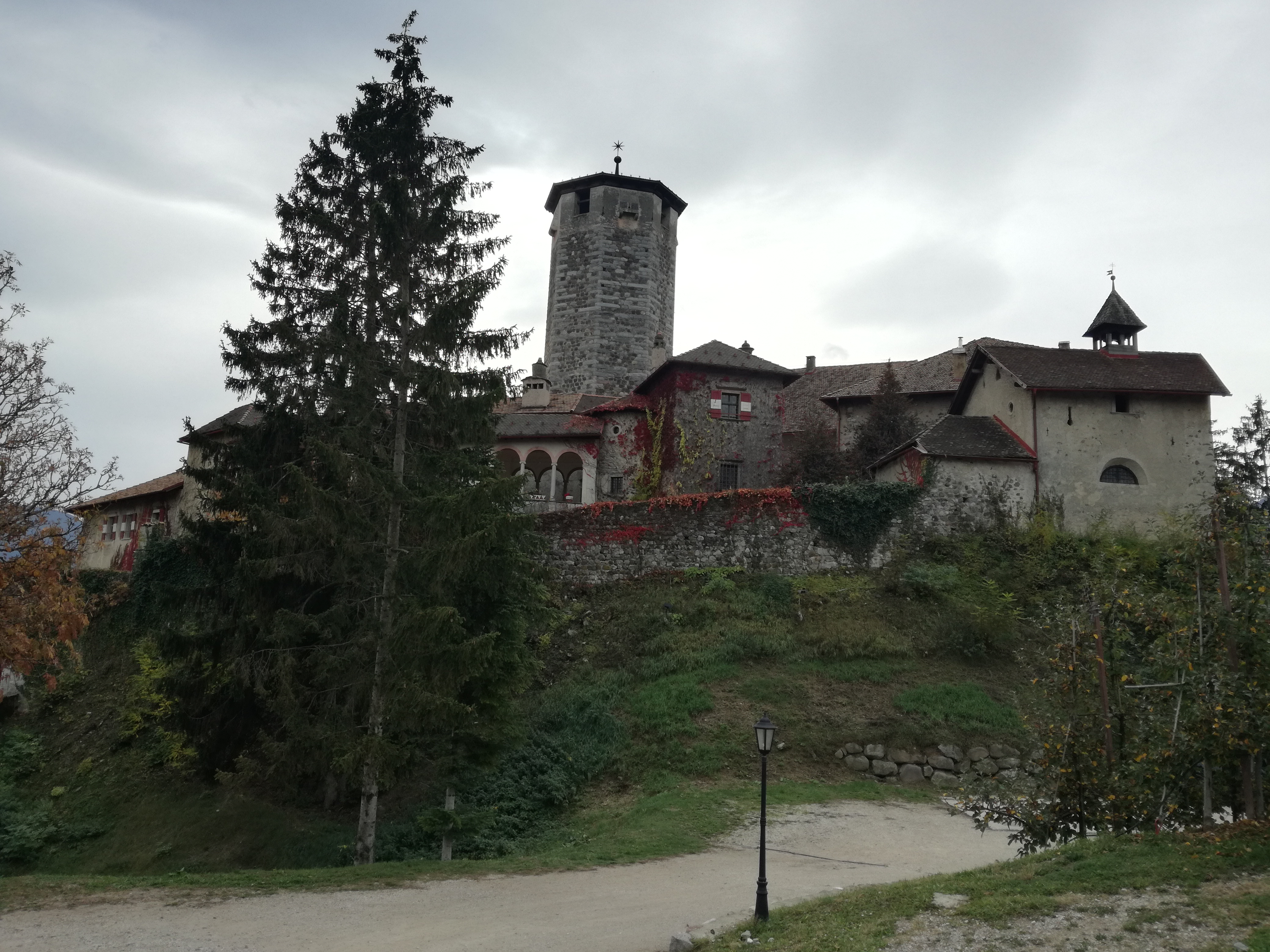
Nordseite mit der Burgkapelle am rechten Bildrand

## Ersterwähnung
Die Burg wurde erstmals 1297 als Castrum Valèr urkundlich erwähnt. Carl Ausserer gibt stattdessen das Jahr 1211 an, das später von anderen Autoren, wie Aldo Gorfer, übernommen wurde. Nach Ausserer soll der Name in einem 1237 datierten Dokument zum zweiten Mal auftauchen. Er basiert seine Aussage auf ein Schriftstück, in dem  Graf Egno II. von Eppan „Valer“ an Berthold von Cloz übergibt. Daraus wurde in der Vergangenheit der Schluss gezogen, dass die Burg von den Grafen von Eppan errichtet wurde. Beide Angaben basieren allerdings auf Fehlinterpretationen der zur Rate gezogenen Quellen.
Nach der Ersterwähnung in einem Geschäftsvertrag, abgeschlossen zwischen Adelpret von Metz und Heinrich II. von Schenna am 23. Februar 1297, wurde Castel Valer das zweite Mal in einer mit Juni 1301 datierten Urkunde erwähnt. Aus der Urkunde geht hervor, dass die Burg sich im Besitz von Ulrich I. von Coreth befand. Sechs Monate später wurde auf Castel Valer am 29. Dezember 1301 ein Friedensvertrag zwischen den Söhnen von Meinhard II. von Tirol und den Städten Mantua und Verona unterzeichnet. Der Vertrag beendete den Krieg zwischen dem Tiroler Grafen und dem Fürstbischof von Trient, der von den beiden Städte unterstützt worden war. Mit dem im Januar 1302 ratifizierten Vertrag erhielt der Fürstbischof die Herrschaft über den Großteil des Nons- und Sulzbergs zurück. Zu den der Grafschaft Tirol zugesprochenen Besitztümern gehörte auch Castel Valer, das von da an unter dem Einfluss der Grafen von Tirol stand.

## Etymologie
Die Herkunft und Bedeutung des Namens Valer wurde in der Vergangenheit unterschiedlich gedeutet. Einige Historiker, wie Vigilio Inama, leiteten ihn von dem römischen Gentilnamen Valèria ab. Damit wurde unterstellt, dass die Entstehungszeit des Baus bis in die Antike zurückreicht. Nach Jacopo Antonio Maffei und Agostino Perini lehnt sich der Name der Burg an das Patrozinium der Burgkapelle an, die dem heiligen Valerius von Trier geweiht ist. Ihrer Ansicht nach, bestand eine Kapelle bereits bevor die Burg errichtet wurde. Für die These spricht, dass der Burghügel bereits in der Römerzeit und im Frühmittelalter begangen wurde, wie archäologische Funde unterlegen. Nachgewiesen ist auch, dass die 1473 geweihte Burgkapelle einen Vorgängerbau ersetzte, der 1368 urkundlich erwähnt wurde. Nach einer unbelegten Angabe bei Simone Weber wurde die Kapelle 1208 und damit vor dem Bau der Burg erwähnt.
Zur Wahl des Namens trugen nach Walter Landi aber sicher auch kulturelle Einflüsse der mittelalterlichen Höfischen Gesellschaft und insbesondere des Rittertums bei. So beschwört der Name Valer Konzepte einer Ständeordnung, die im Sinne von wert sein, tüchtig (ital. valente) und wacker (ital. valoroso) im zeitgenössischen Adel tief verwurzelt waren. Der Name Valer kann daher als Ergebnis der mittelalterlichen Kultur angesehen werden, der außerdem auf einer lokalen Toponomastik mit religiösem Hintergrund ruht.

## Geschichte
Die Entstehungszeit von Castel Valer kann wegen fehlender eindeutiger schriftlicher Dokumente indirekt über Baumerkmale festgelegt werden. Anhand der am Bergfried und an den Wehrmauern verbauten Buckelquader, kann die Burg nicht vor dem 13. Jahrhundert errichtet worden sein. Sie ähneln in ihrer Größe und Verarbeitung denen, die im erstmals 1291 urkundlich erwähnten Castel Belasi bei Campodenno vorzufinden sind.
Auf eine Grundsteinlegung in der zweiten Hälfte des 13. Jahrhunderts weisen auch einige schriftliche Indizien hin. Aus Dokumenten geht hervor, dass der Bau im engen Zusammenhang mit der Expansion der Grafen von Flavon in der Pieve von Tassullo steht. Nach dem Tod des letzten Grafen von Ulten, fiel dessen Besitz nach 1253 an die Grafen von Flavon. Da der Bau nicht vom Fürstbischof von Trient genehmigt wurde, worauf das  Fehlen entsprechender Schriftstücke hinweist, kann nach Landi davon ausgegangen werden, dass mit dem Bau von Castel Valer 1266 durch die Brüder Riprand und Nikolaus II. von Flavon begonnen wurde, als Trient unter der Kontrolle von Meinhard II. stand und die Flavon dies ausnutzten. 1283 nahm der Einfluss der Flavon langsam ab. An ihrer Stelle traten nun schrittweise die Meinhardiner. 1297 befand sich die Burg nachweislich im Besitz von Heinrich II. von Schenna. Letzterer war nicht nur der Sohn von Bona von Flavon, die Schwester von Riprand und Nikolaus II, sondern auch ein Vasall der Grafen von Tirol. 1301 gelangte sie mit der Übergabe an Ulrich II. von Coreth vollständig unter den Einflussbereich der Tiroler Grafen. Castel Valer verblieb bis Ende der 1340er Jahre im Besitz der Coreth.
Anschließend fiel die Burg für einige Jahre an Konrad von Teck, bis sie 1354 zusammen mit anderen Burgen an Ludwig den Brandenburger, Ehemann von Margarete von Tirol, verkauft wurde. Um die Kaufsumme von 5000 Veroneser Mark aufzubringen, lieh sich der Brandenburger bei Heinrich von Bopfingen Geld. Als Pfandlehen erhielt Heinrich Castel Valer, auf der er womöglich einige Zeit residierte. Nach dem Tod von Ludwig 1362 fiel Heinrich von Bopfingen in Ungnade und verlor aller seiner Ämter und Besitztümer. Im Jahr darauf fiel Castel Valer nach dem Tod von Meinhard III. mit seinem gesamten Besitz an das Haus Habsburg. 1368 wurde es Herzog Leopold III. als Pfandlehen an die Herren von Greifenstein übergeben. Wenige Monate vor seinem Tod in der Schlacht bei Sempach am 9. Juli 1386 übertrug Friedrich IV. von Greifenstein im Einvernehmen mit Leopold III. das Pfandlehen für 2400 Gulden an Warimbert III. von Thun. 1427 gelangte Castel Valer als Pfandlehen in den Besitz der Brüder Johann (Hans) und Georg von Spaur. Ersterer war Stammvater der auf der Oberburg residierenden Ober-Valer, während sein Bruder Georg auf der Unterburg die Linie der Unter-Valer gründete. Castel Valer verblieb nun für über 400 Jahre zwischen beiden Familienzweigen der Spaur aufgeteilt. Nach dem Tod von Wilhelm von Spaur aus der Linie der Unter-Valer 1865, kehrte die Unterburg in den Besitz der Flavon zurück, die sie allerdings verfallen ließen. 1895 kaufte Graf Julius von Spaur, Herr auf Ober-Valer, die Unterburg auf und vereinte den Besitz.

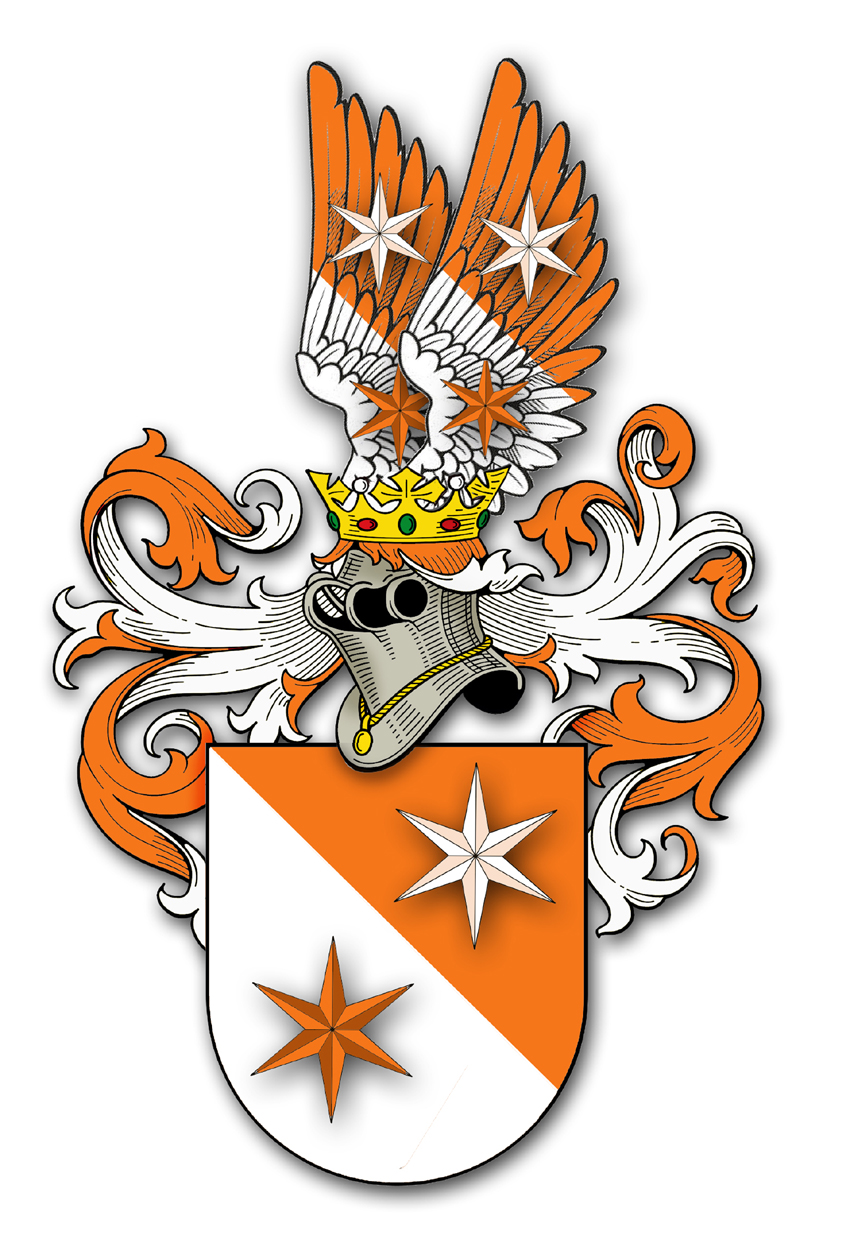
Wappen der Coredo-Valer
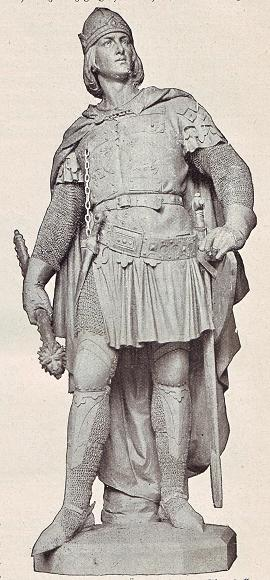
Ludwig V. von Bayern, Graf von Tirol
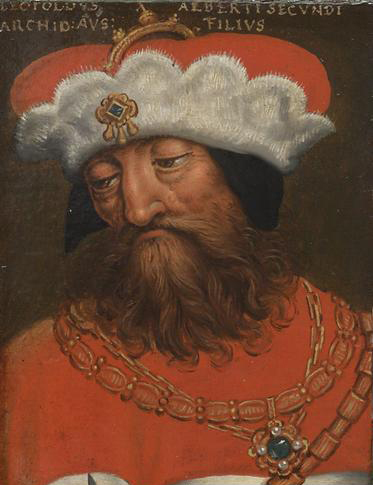
Herzog Leopold III. von Habsburg
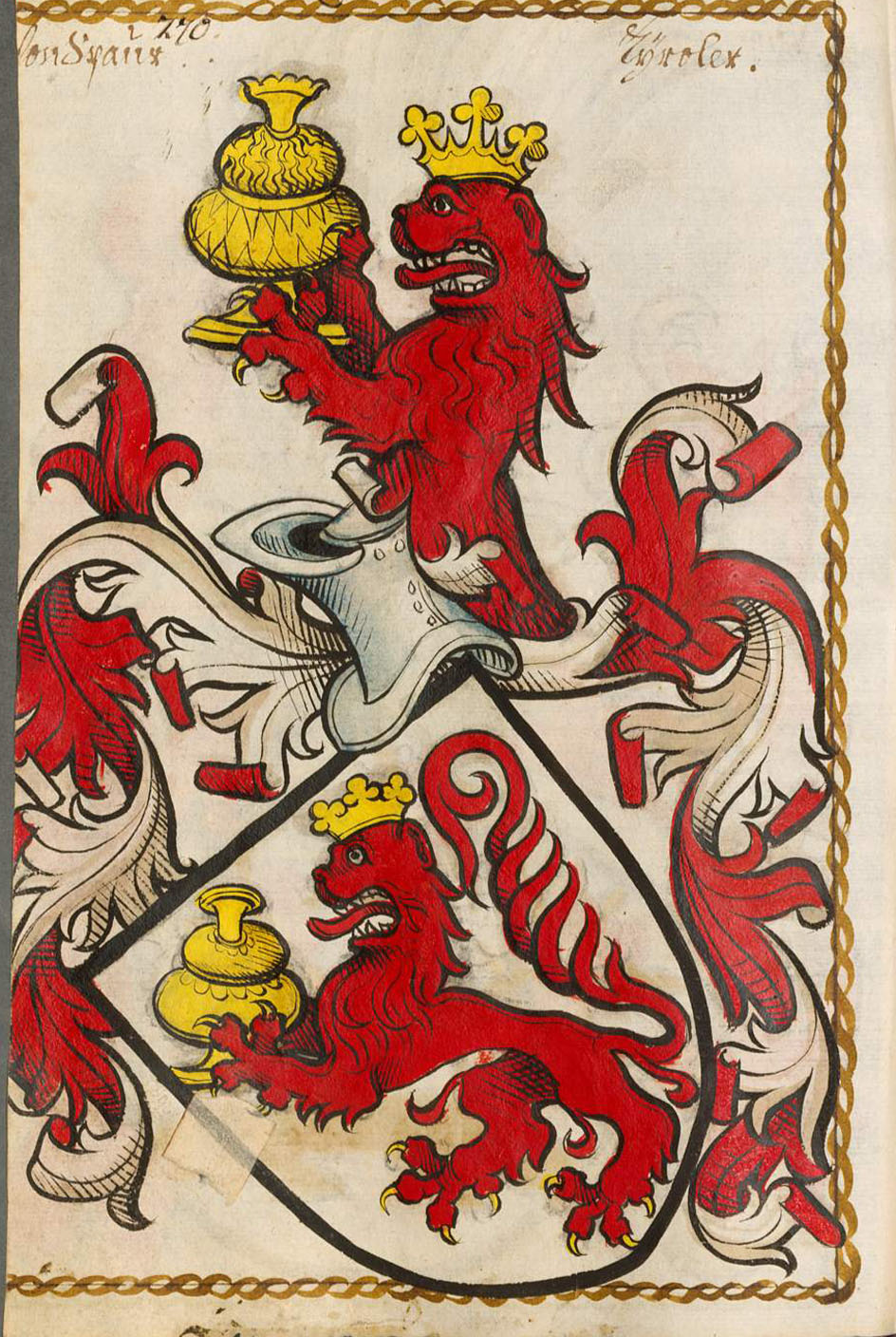
Wappen der Spaur aus dem Scheiblerschen Wappenbuch
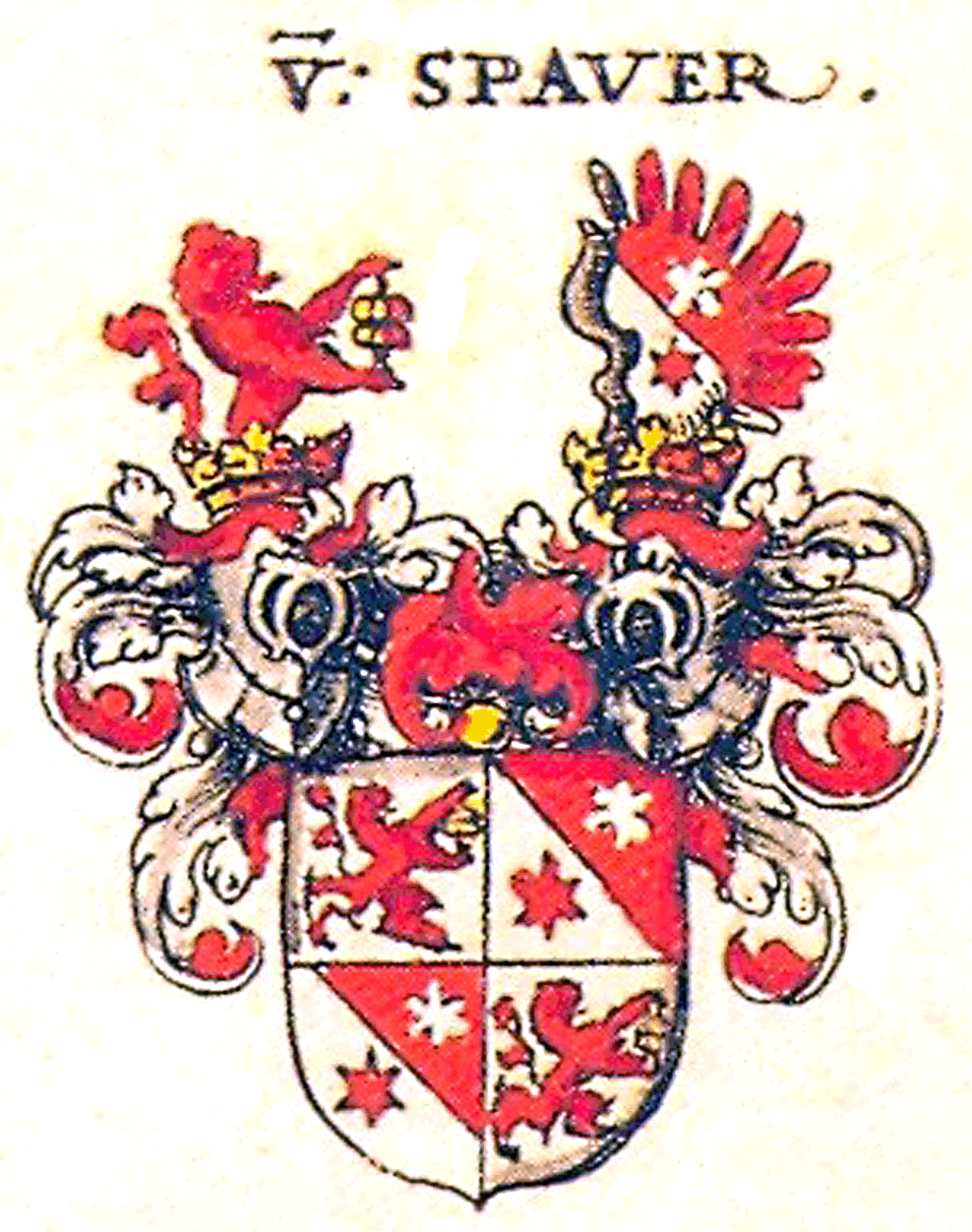
Gemehrtes Wappen der Spaur von Unter-Valer in Siebmachers Wappenbuch

### Baugeschichte
Baugeschichtlich lässt sich die Errichtung von Castel Valer in mehrere zeitlich differenzierte Bauperioden aufteilen. In einer ersten Phase in der zweiten Hälfte des 13. Jahrhunderts entstand der achteckige Bergfried, auch wenn er damals noch nicht seine endgültige Höhe erreichte. Zugleich wurde um den Bergfried eine Ringmauer errichtet sowie an der Ostseite ein zweistöckiger Bau, der als Randhaus in  die Wehrmauer integriert wurde. Die ältesten Burgteile umschließen aktuell eine Fläche von 1180 m², wobei der ursprüngliche Grundriss im Süden und Südosten der Anlage unsicher ist.
In einer zweiten Bauphase zu Beginn des 14. Jahrhunderts wurde der Burgmauer eine zweite Wehrmauer vorgesetzt. Die Erweiterung im 14. Jahrhundert scheint mit den von Ulrich I. von Coreth erwähnten Arbeiten übereinzustimmen.
Nach der Inbesitznahme durch die Spaur 1427 wurde Castel Valer in der Mitte des 15. Jahrhunderts nochmals umgebaut und erweitert. Dabei wurde der Bergfried um zwei auf insgesamt acht Stockwerke aufgestockt. Entlang der Wehrmauer entstanden im Stil der Renaissance die Gebäude, die als Oberburg oder Oberschloss bezeichnet werden. Zugleich wurde in dieser Bauperiode die erste im 13. Jahrhundert errichtete Ringmauer erhöht und ihre Zinnen zugemauert. 1473 wurde die von Roland Spaur in Auftrag gegebene Burgkapelle geweiht.
In den folgenden Jahrhunderten wurden weitere bauliche Veränderungen vorgenommen, wie der Bau der Loggia im Bereich des Innenhofs, der Ravelin und die steinerne Zugangsbrücke, die die Zugbrücke ersetzte. 1706 wurde der Burgberg an seiner Südseite durch den  Hochwasser führenden Rio Paglia so stark unterspült, dass er zum Teil abrutschte und in der Folge Teile des Oberschlosses einstürzten. Noch während des 18. Jahrhunderts wurden die Schäden am Oberschloss ausgebessert. Dabei wurden weitere bauliche Veränderungen vorgenommen und beispielsweise im zweiten Stock Wohnräume eingerichtet.
Ab Ende des 19. Jahrhunderts wurde Castel Valer in mehreren Schritten restauriert. Zwischen 2001 und 2005 wurde im Auftrag der Autonomen Provinz Trient der zum Rio Paglia abfallende Hang vor einem weiteren Abrutschen abgesichert. 2016 stand das Schloss für ein Mindestgebot von 35 Millionen Euro zur Versteigerung, fand aber keinen Abnehmer. Im Jahr darauf beschloss Graf Ulrich von Spaur Teile der Burg für die Öffentlichkeit zugänglich zu machen. Nach dem Tod des Grafen im Februar 2021 bekundete die Landesregierung der Autonomen Provinz Trient ihr Interesse an Castel Valer. Im Dezember 2022 gab die Landesregierung bekannt, sich mit den Erben über den Kaufpreis in Höhe von 15,4 Millionen Euro geeinigt zu haben. Im Juni 2023 wurde der Kaufvertrag unterzeichnet.

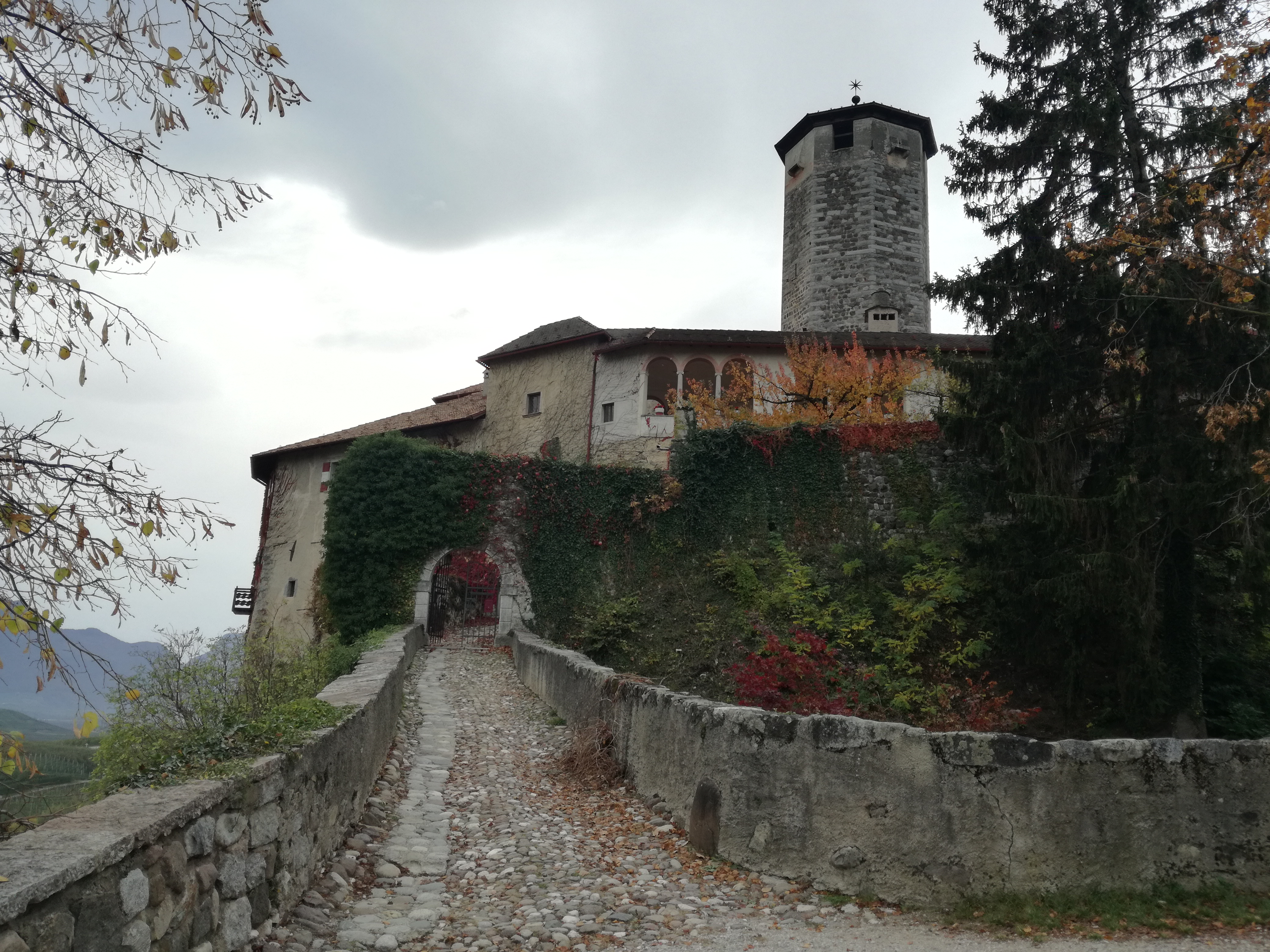
Zugangsbrücke, Burgtor und Ravelin, dahinter der Nordflügel der Unterburg
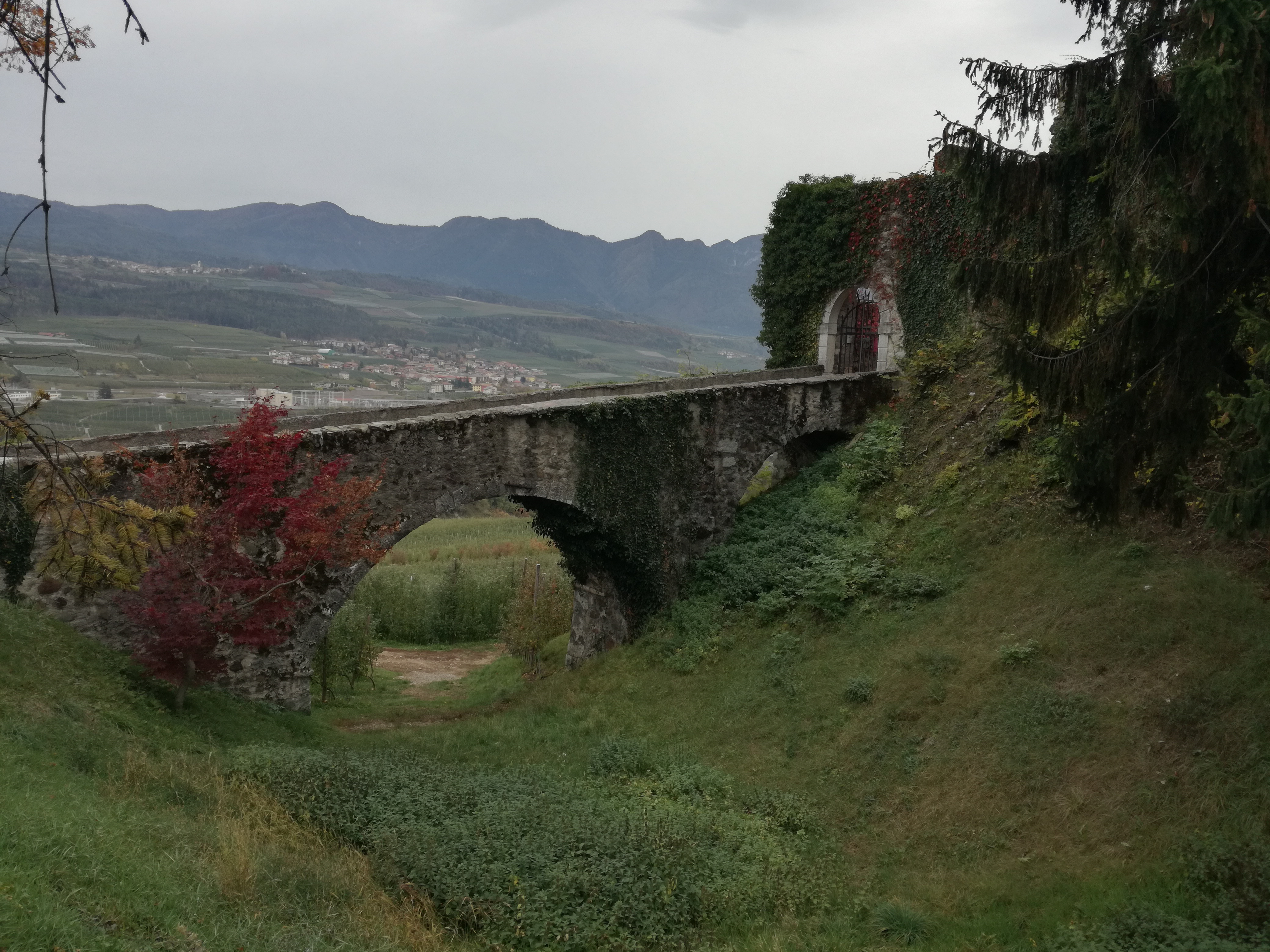
Brücke und Burggraben
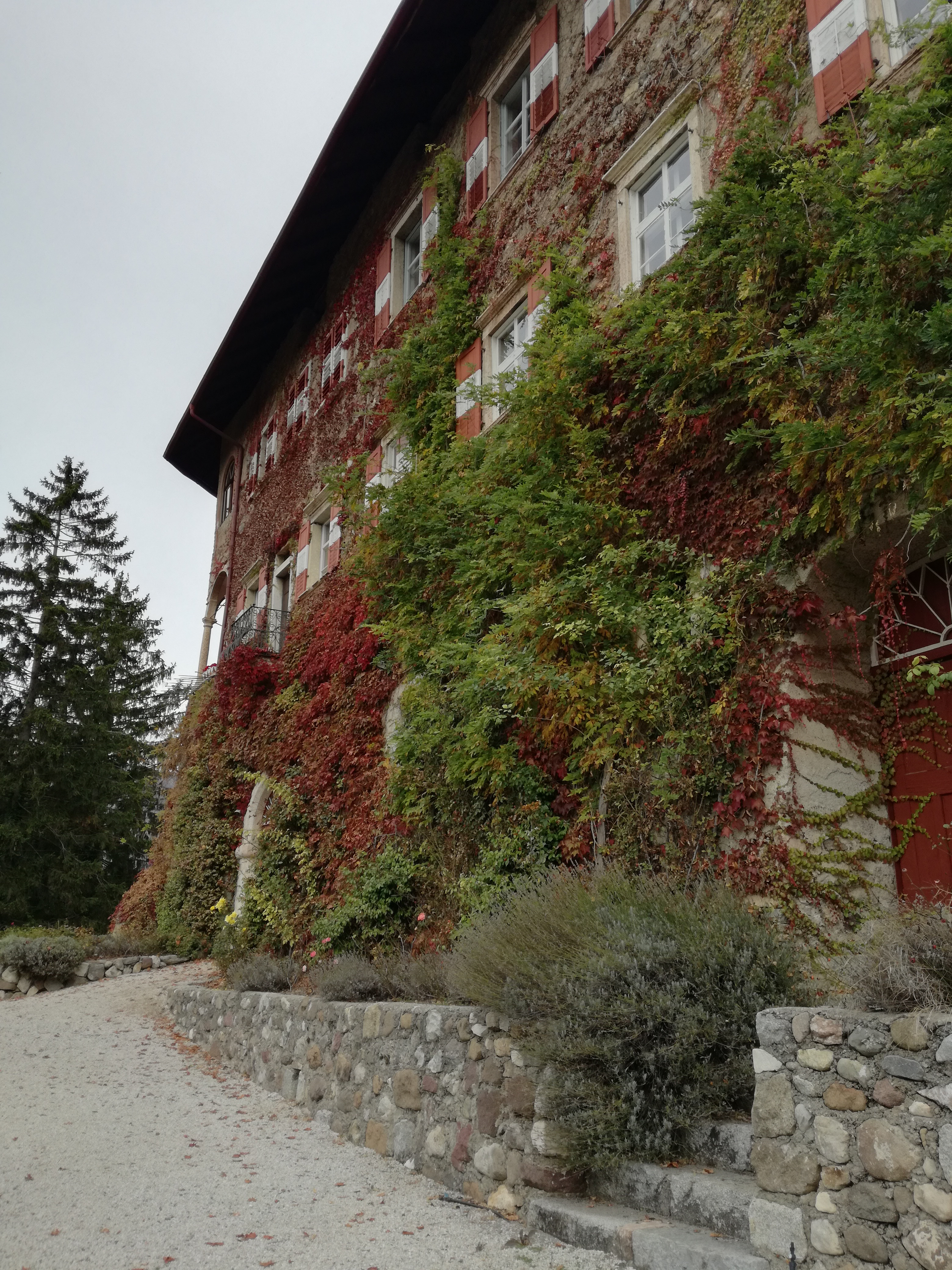
Südflügel der Oberburg
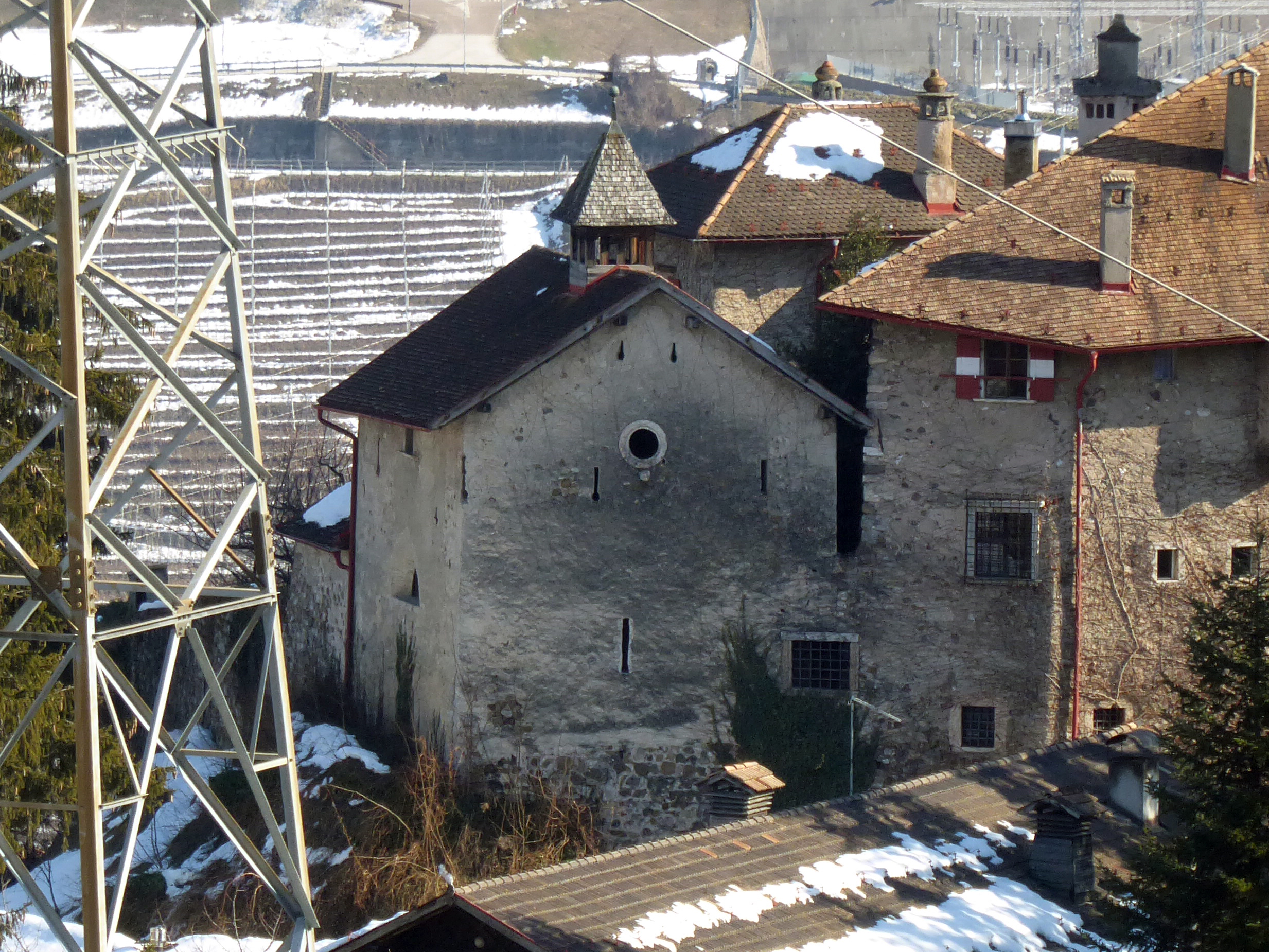
Burgkapelle an der Nordwestseite, rechts anschließend der Westflügel der Oberburg

## Beschreibung
Castel Valer besteht aus einer Reihe konzentrisch um den Bergfried liegender Gebäude, die entlang von zwei, möglicherweise sogar drei, Wehrmauern errichtet wurden. Sie lässt sich in eine Ober- und eine Unterburg aufteilen, auch als Ober- und Unter-Valer bezeichnet, die der Aufteilung der Burg durch die zwei Familienzweige der Spaur entspricht. Unter-Valer ist der ältere Teil der Burg und erstreckt sich halbkreisförmig im nordöstlichen Bereich um den Bergfried. Sie besteht aus einem Ost- und einem Nordflügel, wobei Letzterer zweigeteilt ist und entlang der inneren und äußeren Ringmauer errichtet wurde. Ober-Valer wurde nach der Unterburg als reine Wohnburg konzipiert und bildet den südlichen und westlichen Flügel von Castel Valer.
An dem bis in jüngster Zeit ganzjährig bewohnten Bauwerk, ist die Umwandlung von einer Burganlage in ein prunkvolles Schloss gut zu erkennen. Castel Valer füllt insgesamt eine Fläche von 2950 m² aus. An der Südwestseite sind bei einem Erdrutsch im 17. Jahrhundert Teile der Anlage zerstört worden, so dass dieser Bereich nicht mehr in seiner ursprünglichen Form erhalten ist. Die insgesamt 3300 m² Wohnfläche von Castel Valer teilt sich auf 88 Räume auf, darunter 15 Schlafzimmer, 14 Bäder und 5 Küchen.

### Burgmauern
Der Zugang erfolgt heute von der Nordostseite über eine Steinbrücke, die über den einst mit Wasser gefüllten Graben Fosso del Laghet führt und vor dem Ravelin mit dem rundbögigen Burgtor endet. Ein weiterer Zugang befand sich möglicherweise auf der gegenüberliegenden Seite, wurde aber später zugemauert.
Bevor man die Unterburg betritt, geht es durch einen schmalen Zwinger. Die äußere Zwingermauer wurde nach Gorfer zum Teil abgetragen, um die Gärten anzulegen. Am westlichen Ende des Zwingers befindet sich die Burgkapelle. Der Zwinger wird an seiner Südseite von der äußeren Ringmauer mit dem Nordflügel der Unterburg eingegrenzt. Ein Torturm mit einem rundbögigen Tor führt in die Unterburg und in einen weiteren Zwinger, der zwischen innerer und äußerer Ringmauer liegt. Möglicherweise war der Torturm ursprünglich als Schalenturm errichtet worden und nahm erst später die heutige Form an. An der Innenseite der äußeren Ringmauer standen zunächst keine Gebäude.

### Innenhof
Der Zugang zum Ostflügel liegt im Zwinger zwischen innerer und äußerer Ringmauer auf der Höhe des Torturms. Hinter einem weiteren Rundbogentor befindet sich ein kleiner, teilweise mit einem Kreuzgewölbe überdachter Innenhof. Auf einer Seite des Innenhofs steht der 14,5 m tiefe Brunnen der Unterburg, gegenüber liegen die Eingänge in das Erdgeschoss des Ostflügels, in dem sich auch der Weinkeller befindet.
Der Innenhof der Unterburg wird im ersten Stock von einer Loggia eingerahmt. Der Fries der Loggia ist mit Fresken aus dem 16. Jahrhundert ausgeschmückt, die von Marcello Fogolino angefertigt wurden und Weinreben mit mythologischen Figuren zum Motiv haben.

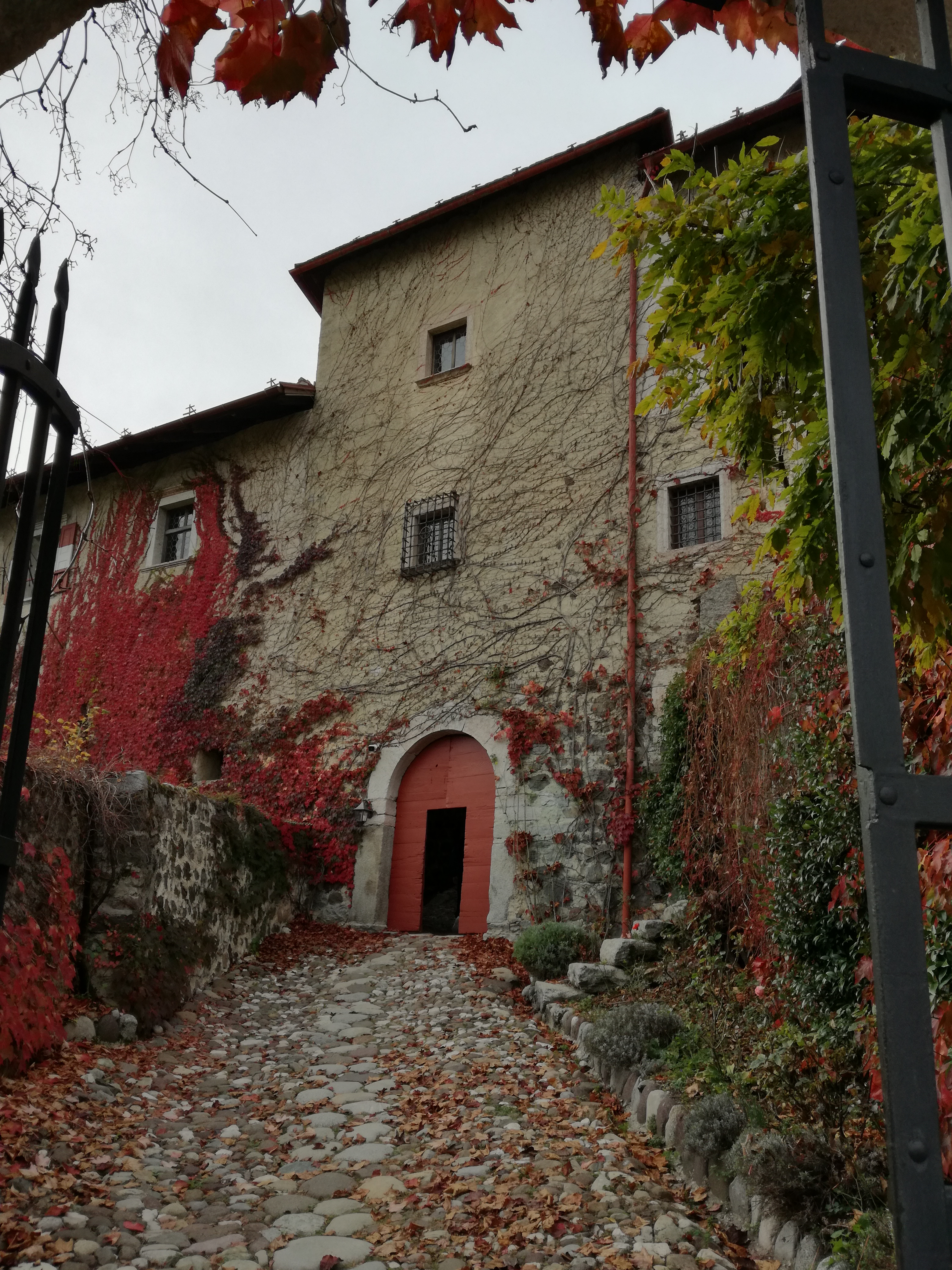
Torturm der Unterburg
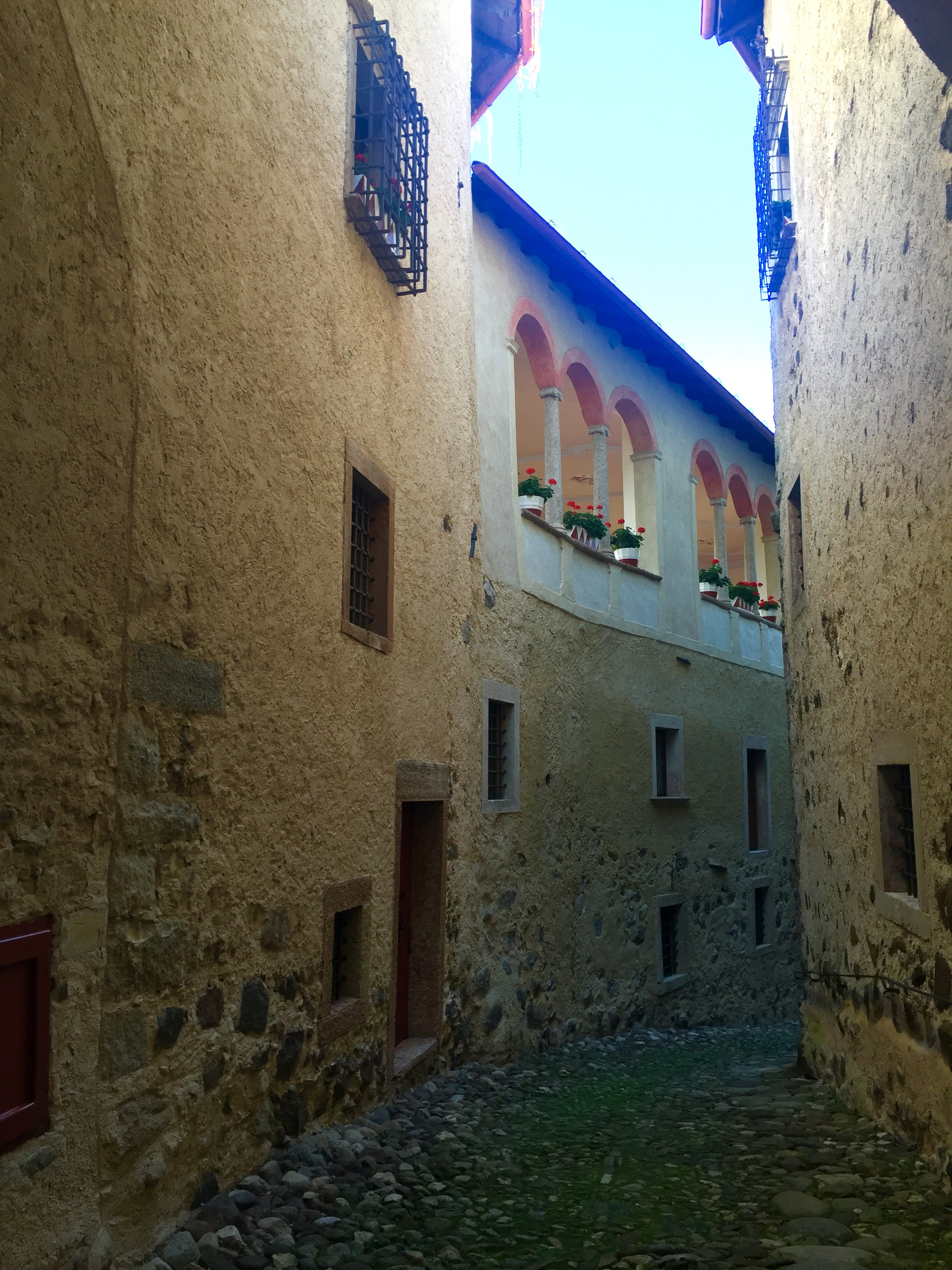
Zwinger zwischen erster (rechts) und zweiter Wehrmauer (links)
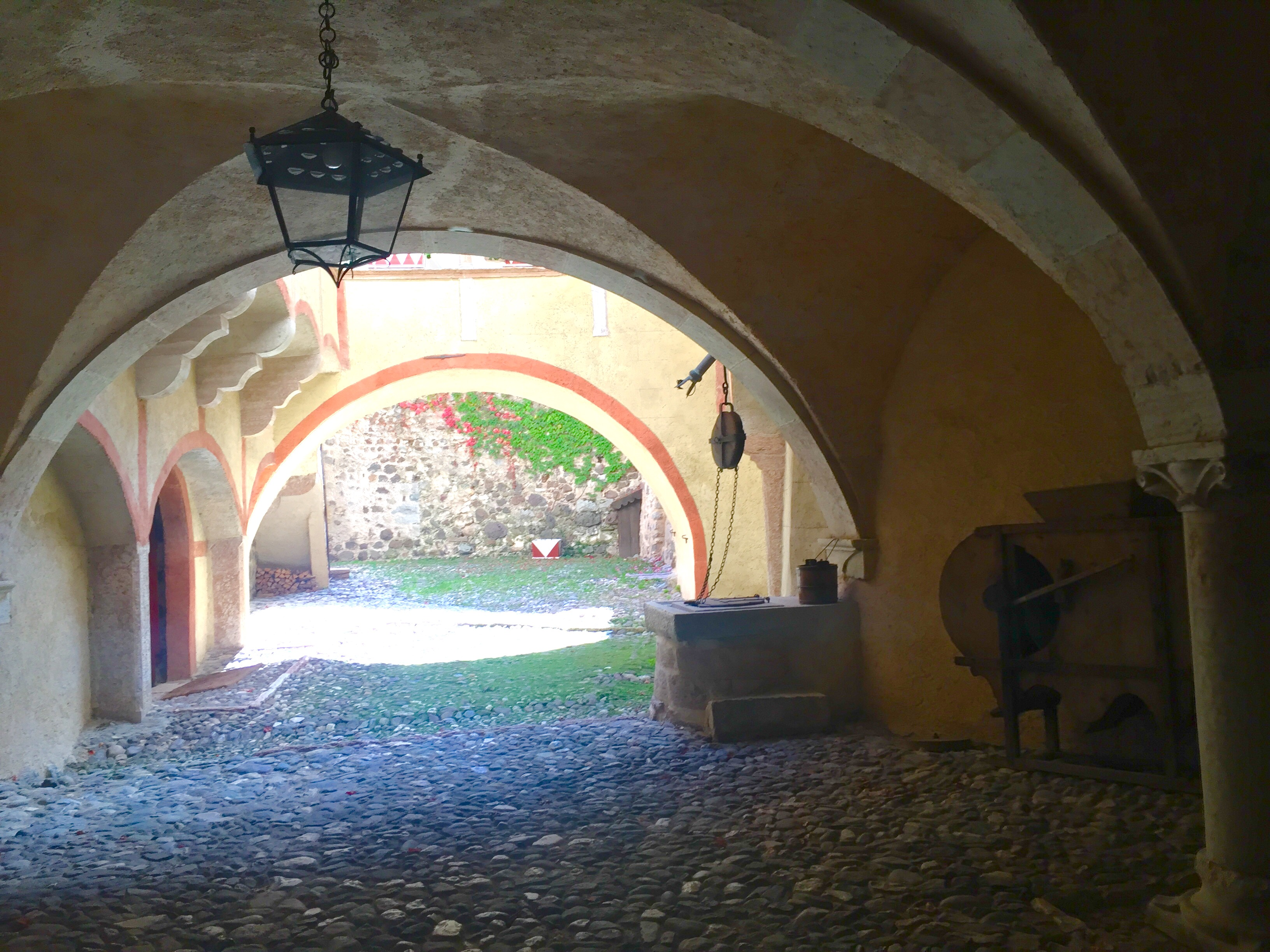
Innenhof der Unterburg mit ihrem Burgbrunnen
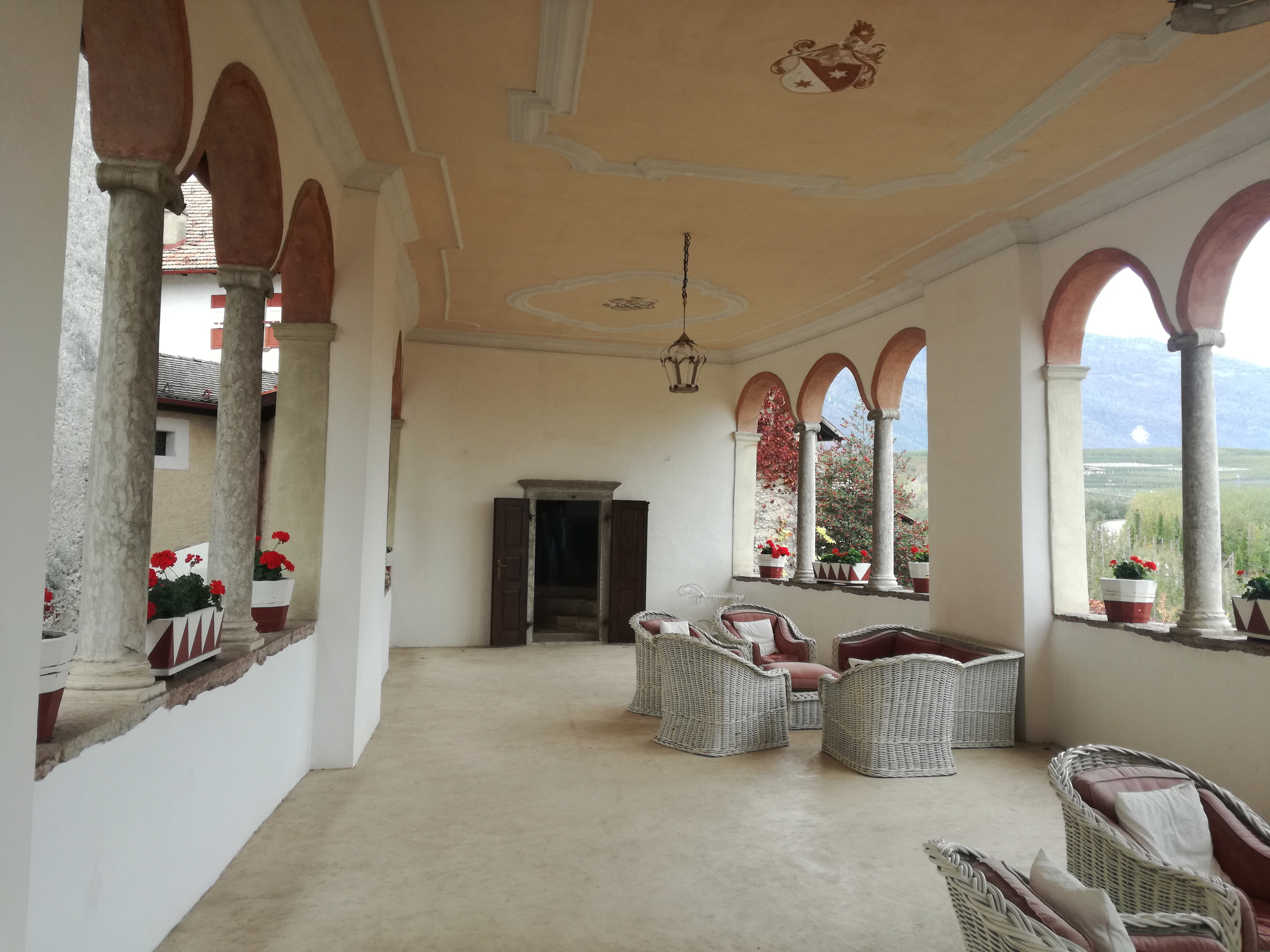
Loggia im Nordflügel der Unterburg

### Wappensaal, gotische Küche und Arbeitszimmer
Im ersten Stock des Ostflügels liegt über dem Kreuzgewölbe der Wappensaal. Er ist mit den Stammwappen derjenigen Adelsfamilien ausgeschmückt, mit denen die Spaur durch Heirat verwandt sind. Unter den Wappen finden sich die der Visconti, der Madruzzo, der Thun, der Fugger, Trapp und Welser. Neben dem Wappensaal, der auf der Seite des Innenhofs mit einem gekuppelten Fenster in Form eines Triforiums offen ist, liegt die Küche der Unterburg, die wegen ihrer ursprünglichen Einrichtung als gotische Küche bezeichnet wird. Daran südlich anschließend drei mit Holz ausgetäfelte Studien- und Arbeitszimmer. Von der am Wappensaal angrenzenden Loggia, die an ihrer West- und Südseite mit einer Holzdecke aus dem 16. Jahrhundert ausgeschmückt ist, führt an der Südseite eine Treppe zum Eingang des Bergfrieds.

### Ulrichsaal
Der Wappensaal ist über eine Treppe mit dem Ulrichsaal im zweiten Stock des inneren Nordflügels verbunden. Der 120 m² große Ritter- und Repräsentationssaal der Unterburg ist mit zahlreichen Porträts von Familienmitgliedern der Spaur und anderen Wandgemälden geschmückt, die Teil der über 150 Bilder umfassenden Gemäldesammlung von Castel Valer sind.  Die Holzdecke stammt aus dem Jahr 1552 und ist unter anderem mit den Wappen der Spaur, Fuchs und Thun geschmückt. Im Saal steht ein Cembalo auf dem Mozart während seiner ersten Italienreise 1796 gespielt haben soll. An den Ulrich-Saal schließen im zweiten Stock des Ostflügels die Schlafräume der Unterburg an, die mit Kachelöfen aus der renommierten Kachelofenproduktion aus Sfruz ausgestattet sind.

### Madruzzozimmer
Vom Ulrichsaal besteht auch ein Durchgang zu den sogenannten Madruzzozimmern im Nordflügel. Sie wurden zu Ehren der Madruzzo benannt, mit denen die Spaur durch Heirat verbunden waren und bestehen aus drei angrenzenden Räumen. Der erste vom Ulrich-Saal kommende Raum ist eine mit Zirbelholz ausgetäfelte Stube. Der zweite und dritte Raum besitzen einen Kassettendecke aus Holz und sind mit einem Fries aus Putten, Tieren und Weinreben von Marcello Fogolino geschmückt. Im zweiten Raum wurde der Fries zudem mit dem Wappen des Fürstbischofs von Trient Cristoforo Madruzzo und allegorischen Szenen geschmückt. Der aus Vicenza stammende Fogolino, stand im Dienste der Fürstbischöfe von Trient und hatte unter Fürstbischof Bernhard von Cles auf Schloss Buonconsiglio gearbeitet. Dessen Nachfolger auf dem Bischofsstuhl in Trient beauftragte ihn mit den Arbeiten auf Castel Valer, auf der seine Schwester Caterina Madruzzo mit ihrem Ehemann Ulrich von Spaur lebte.

### Loggia
Die Madruzzozimmer sind mit einem schmalen Korridor mit der Oberburg und mit der Loggia des äußeren Nordflügels verbunden. An der beidseitig offenen Loggia befinden sich jeweils drei Triforien mit Säulen aus rosa Kalkstein. Ihre Decke ist mit Stuckarbeiten und mit einigen Familienwappen geschmückt. Die im 16. Jahrhundert erbaute Loggia bietet Ausblicke auf das mittlere und obere Nonstal.

Familienporträts aus der Gemäldesammlung von Castel Valer
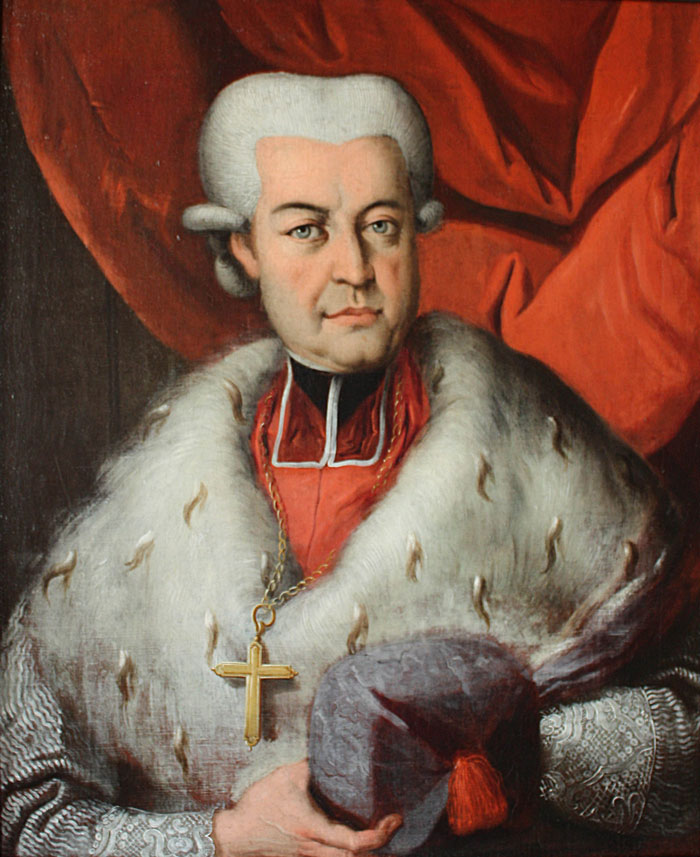
Ignaz von Spaur, Fürstbischof von Brixen (17. Jahrhundert)
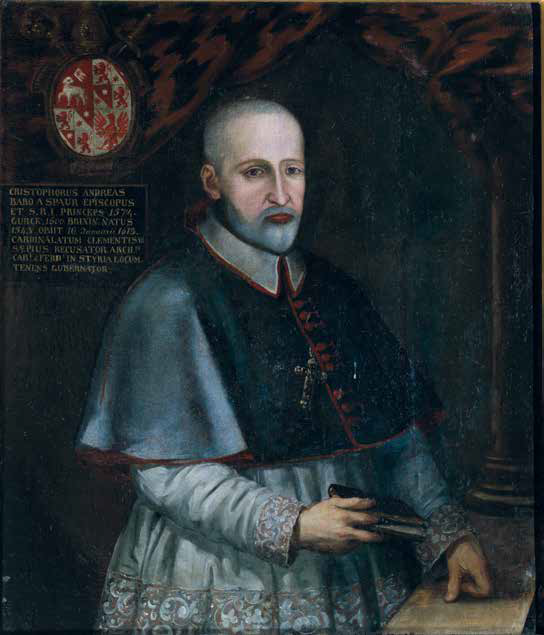
Christoph Andreas von Spaur, Bischof von Gurk und Brixen (17. Jahrhundert)
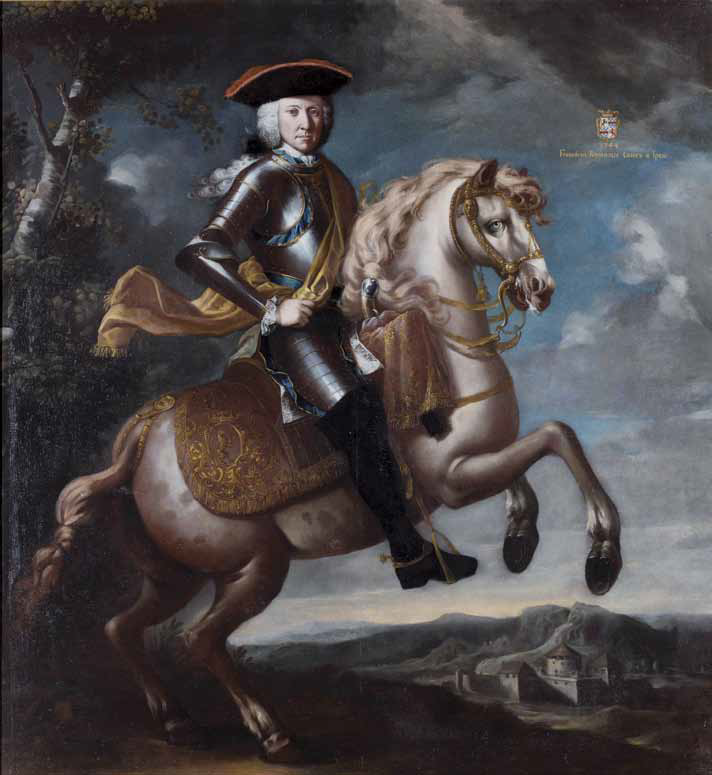
Porträt des Grafen Franz Roman Spaur zu Pferd aus dem Ulrich-Saal (unbekannter Autor, 1744)
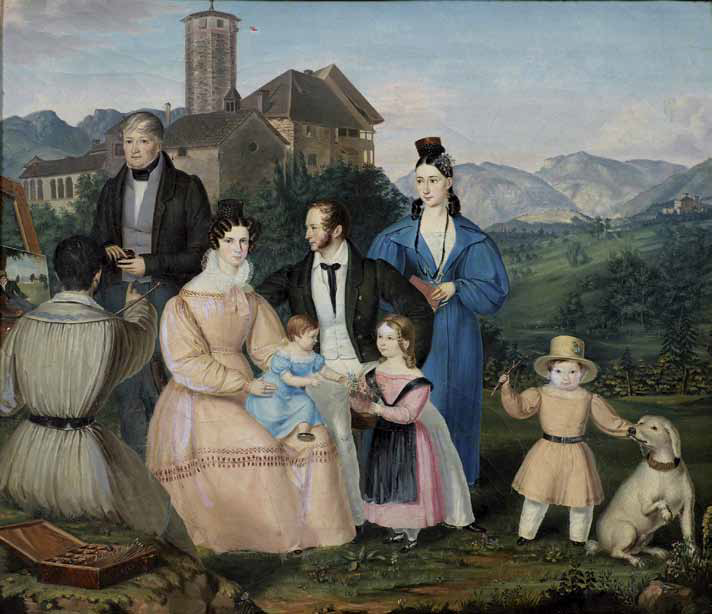
Familie des Grafen Paride Spaur vor Schloss Valer  (Joseph Ritter, 1831)

### Bergfried
Der Bergfried erhebt sich in der Mitte der Burganlage und ist mit einer Holzbrücke mit dem zweiten Stock des Ostflügels von Unter-Valer verbunden. Die Brücke war so errichtet worden, dass sie bei einem Angriff zum Einsturz gebracht werden konnte. Später wurde noch ein zweiter Zugang vom Südflügel von Ober-Valer geschaffen. Seine Mauern besitzen eine Seitenlänge von jeweils 3,80 m und sind 2,3 m stark. Er ragt bis zum Beginn des Dachs 28,41 m in die Höhe und erreicht mit Dachstuhl und Dach eine Höhe von 30,55 m. Der Eingang liegt in 6,75 m Höhe. Der Bergfried besitzt insgesamt sechs Stockwerke, mehrere Bogenscharten und einige Fenster. Er wurde aus verschiedenfarbigen Kalkstein, Porphyr und Tonalit in mehreren Bauphasen errichtet.
Nach einer ersten Bauphase in der zweiten Hälfte des 13. Jahrhunderts erreichte der Turm eine Höhe von etwas mehr als 25 m. Anhand der Analyse des verwendeten Baumaterials und dessen Verarbeitung kann davon ausgegangen werden, dass die erste Bauphase sich in zwei zeitlich aufeinanderfolgende Bauabschnitte aufteilen lässt. In einem ersten Bauabschnitt entstanden die ersten vier Stockwerke und daran anschließend der fünfte und sechste Stock mit der Wehrplatte.
In der Mitte des 15. Jahrhunderts wurde der Bergfried um knapp 3 m aufgestockt. Aus dieser Zeit stammen die Wehrerker und die Armbrustscharten auf der Höhe der Wehrplatte.
Seine oktogonale Form ist nicht nur ein Unikum im Trentino, sondern im gesamten Alpenraum. Nach Landi kann er als letztes architektonisches Symbol der Stauferherrschaft in Italien angesehen werden, da die Errichtung von Castel Valer und damit des Bergfrieds in engem Zusammenhang mit dem Italienzug des letzten Staufers Konradin in Verbindung steht, die zur Besetzung des Fürstbistums Trient durch seinen Stiefvater Meinhard II. im Jahr 1266 führte. Die oktogonale Form des Turms, als Symbol des Heiligen Römischen Reiches, symbolisiert dabei den Anspruch des Reiches auf die Burg.
Der Legende nach diente der untere Teil des Bergfrieds als Verlies und Folterkammer. Von dort aus sollen zwei Geheimgänge aus der Burg geführt haben, einer in östlicher Richtung zum unter dem Burgberg liegenden Dorf Campo und ein anderer nach Süden zum Castel Nanno.

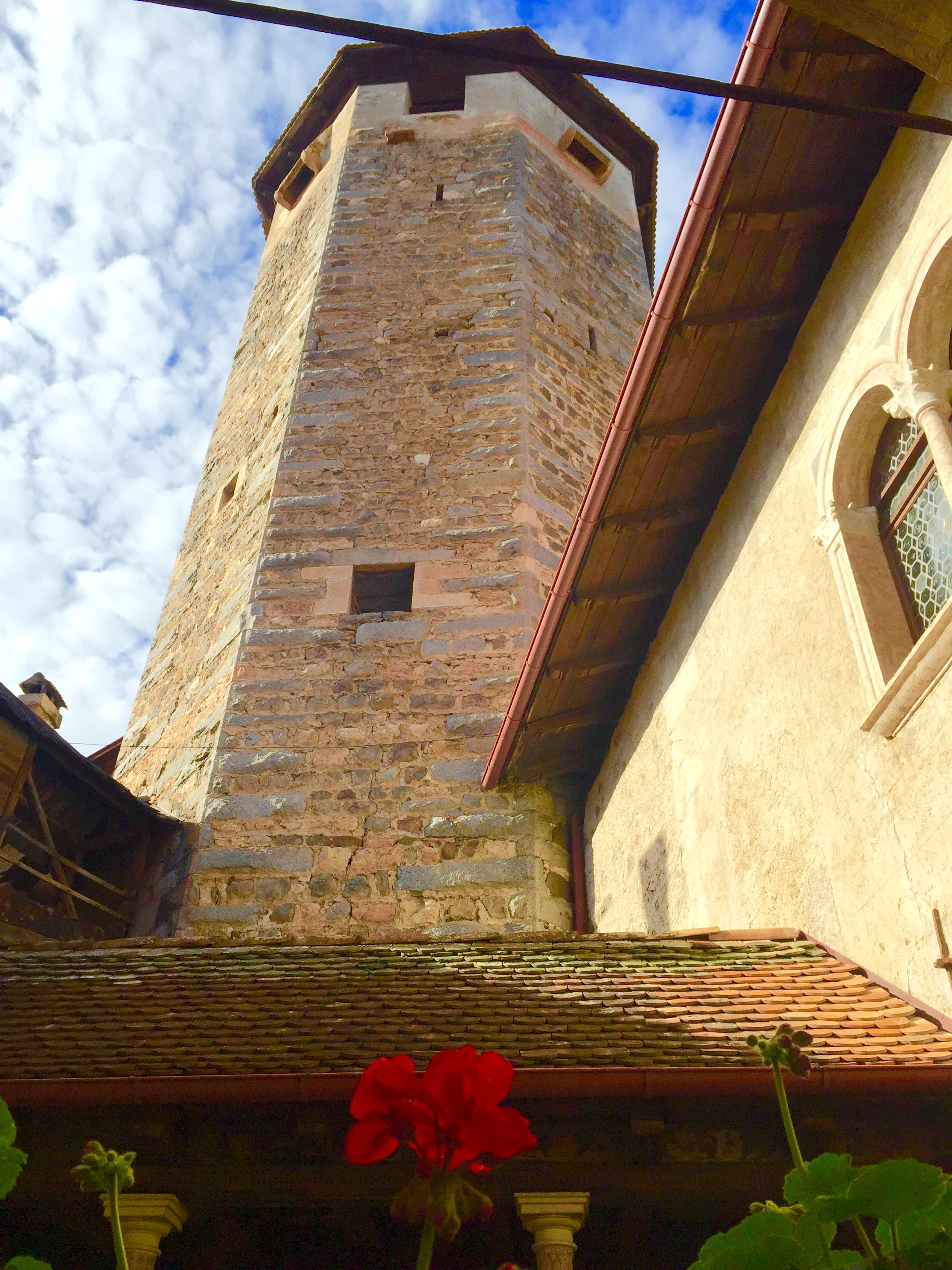
Bergfried vom Innenhof der Unterburg
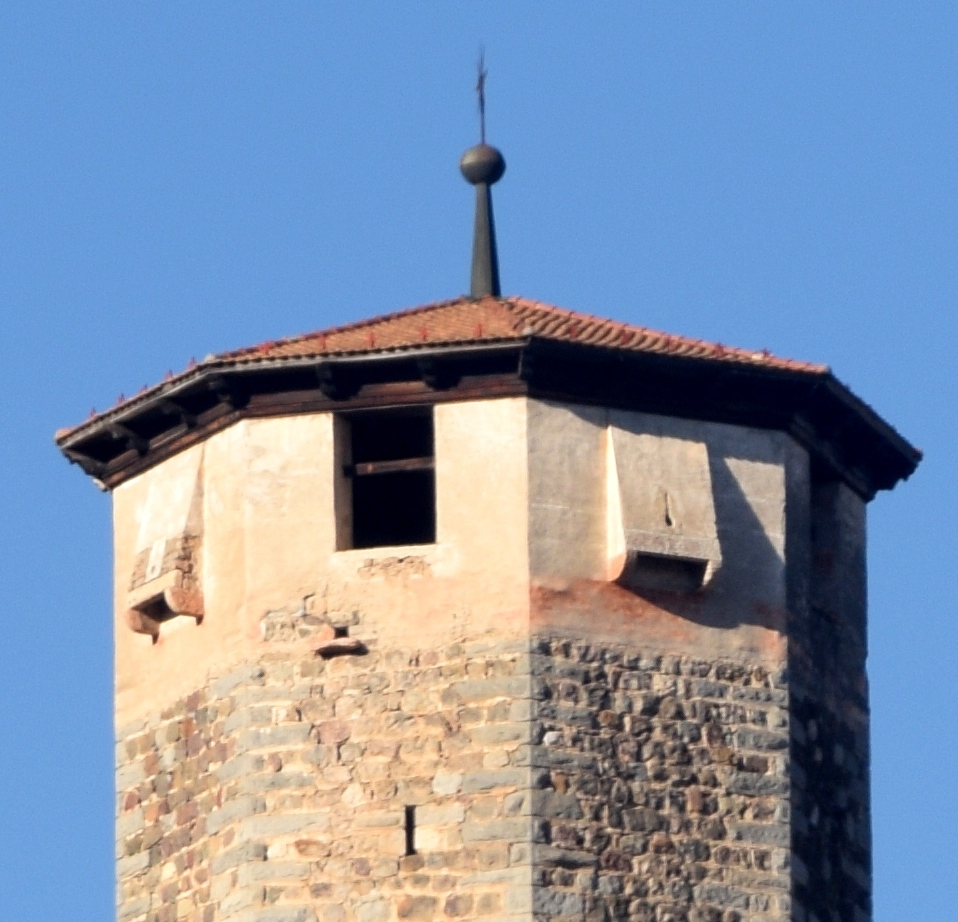
Wehrplatte mit Wehrerkern und Armbrustscharten
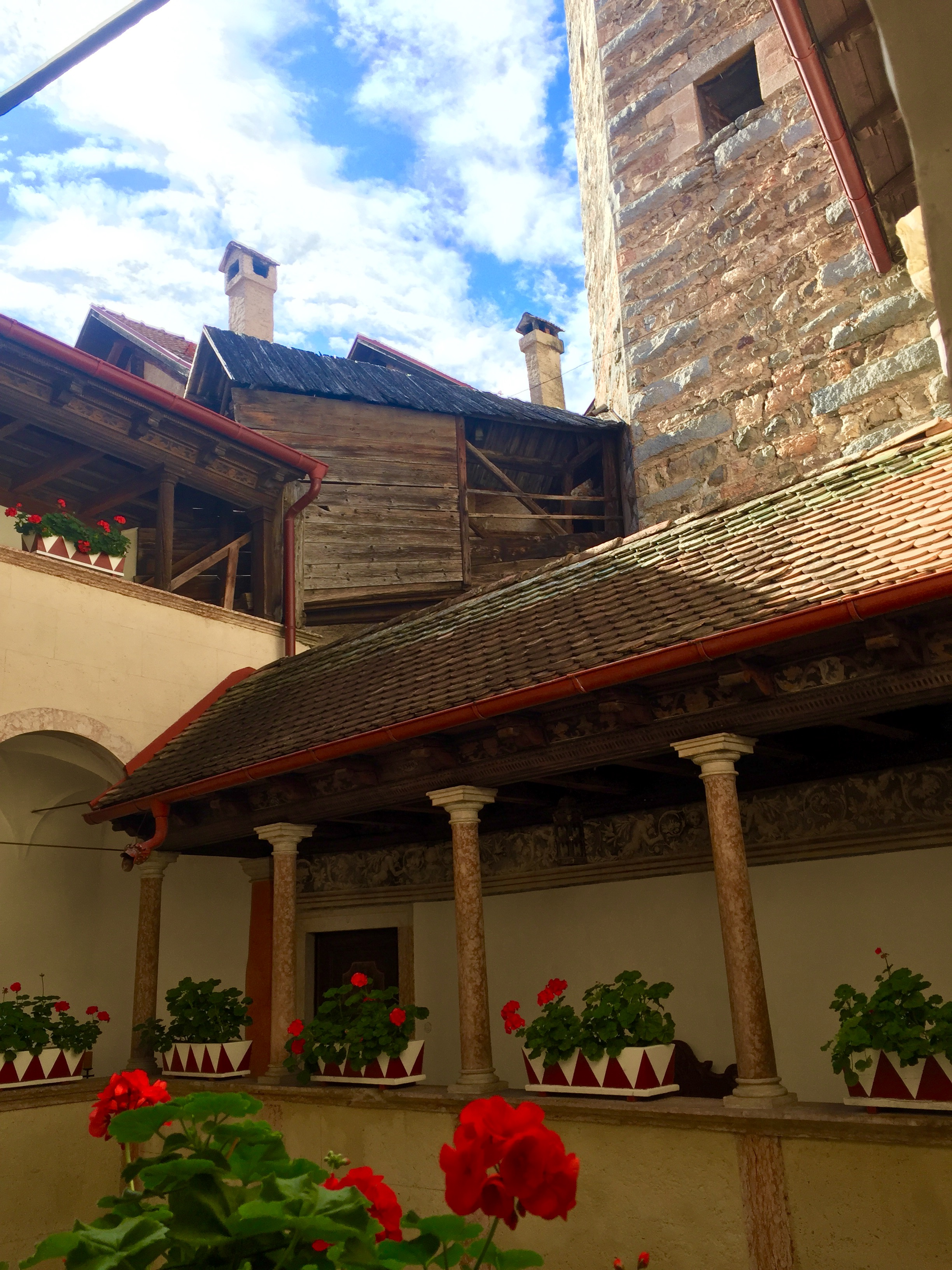
Zugang und Holzbrücke zum Bergfried, darunter die Loggia über dem Innenhof

### Burgkapelle
Die Burgkapelle befindet sich im nordwestlichen Eck von Castel Valer. Ihre Nordwand ist in die Zwingermauer integriert, während die Süd- und Ostwand mit dem Presbyterium an die Gartenanlage angrenzen. An der Westseite der Kapelle befindet sich ein schmaler Zwischenraum zwischen der Außenwand und der eigentlichen Burgmauer. Vom an der Südseite gelegenen Eingang führen einige Steinstufen in die tieferliegende Kapelle. Der rechteckige Bau teilt sich in Schiff und Presbyterium auf, die beide über ein Kreuzrippengewölbe verfügen.
Die dem heiligen Valerius geweihte Kapelle wurde im Auftrag von Roland von Spaur, dem jüngsten Sohn von Georg von Spaur, errichtet und mit Fresken ausgeschmückt. Der Name Roland Spaur erscheint auf zwei Fresken, die mit 1473 datiert sind, als die Kapelle vom Generalvikar des Fürstbischofs von Trient Johannes Hinderbach am 15. November 1473 geweiht wurde. Zwei Tage später waren die letzten Arbeiten an den Fresken fertiggestellt, wie das bei Restaurierungsarbeiten Ende der 1990er Jahre freigelegt Datum „A.D. XVII NOVEMBER MCCCCDXXIII“ am Fresko an der Westwand des Kirchenschiffs unterstreicht. In der älteren Literatur findet sich  1496 als Weihedatum, was aber nach Paternoster auf eine Fehlinterpretation der römischen Ziffern beruht.
Die Burgkapelle wurde auf einem Vorgängerbau errichtet, worauf einige bauliche Veränderungen hinweisen. Die Schießscharten an der Westwand lassen vermuten, dass der Bau zunächst Teil der Verteidigungsanlage der Burg war und nicht als Gotteshaus genutzt wurde. Darauf weisen auch die rein dekorativen und nicht religiösen Freskenspuren hin, die im schmalen Zwischenraum zwischen der Außenwand der Kapelle und der Burgmauer freigelegt wurden. Teile dieser älteren Freskenspuren finden sich auch im Inneren der Kapelle auf der Südwand rechts des Eingangs.
Eine dem heiligen Valerius geweihte Burgkapelle wurde erstmals 1368 urkundlich erwähnt. Nach einer unbelegten Datierung von Simone Weber bestand eine Kapelle bereits 1208 und damit vor dem Bau der Burg. Nach einem 1427 datierten Dokument, in dem das Erbe von Peter von Spaur auf die Söhne Georg und Johann von Spaur aufgeteilt wurde, fiel die Kapelle mit dem Bergfried, dem Keller und der Unterburg an Georg von Spaur, was die Existenz einer Burgkapelle vor der 1473 geweihten Kapelle unterstreicht.
In der Oberburg existiert zudem noch eine 1783 dem heiligen Sebastian geweihte Privatkapelle. Sie ersetzte eine ältere Kapelle, die 1718 beim Einsturz eines Flügels der Oberburg zerstört wurde.

#### Fresken
Mit der Freskierung der Kapelle wurden die Brüder Giovanni und Battista Baschenis betraut. Die beiden Brüder waren Familienmitglieder der aus Averara nördlich von Bergamo stammenden Wandermalerfamilie der Baschenis, die sich mit ihren Freskenmalereien bereits einen Namen im Fürstbistum Trient gemacht hatten. Die Spaur waren ihr bedeutendster Auftraggeber im Fürstbistum. Den Großteil ihrer Aufträge führten sie für den einfachen Landadel, Pfarrer oder Bürgermeister aus. Dementsprechend orientierten sich ihre Bilder und die Wahl ihrer Motive am Geschmack der einfachen Leute.
Die von den beiden Baschenis in San Valerio angefertigten Fresken basieren auf klassischen Motiven und folgen den Mustern der Gotik. Sie unterscheiden sich nicht groß von anderen von ihnen hinterlassenen Arbeiten, lediglich die Kreuzigungsgruppe an der Ostwand des Presbyteriums ist mit einer Landschaft als Hintergrund etwas ausführlicher dargestellt. Der Auftraggeber Roland Spaur konnte zudem teuere Farbpigmente zur Verfügung stellen, die eine intensivere Einfärbung zuließen.
Im vollständig ausgemalten Presbyterium sind im Kreuzgewölbe die vier Evangelisten, die Krönung Mariens sowie Petrus und Paulus abgebildet. Die Fresken an der Südwand sind durch den nachträglichen Einbau eines Fensters zum Teil zerstört worden. Wie an der Ostwand befand sich hier ein Monoforium, dessen zugemauerter nicht bemalter Umriss deutlich zu erkennen ist. In der Laibung des Triumphbogens sind acht Propheten des Alten Testaments abgebildet. An der südlichen Säulen der Laibung ist der heilige Romedius mit seinem Bären zu erkennen. An der Vorderseite des Triumphbogens befinden sich links der heilige Leonhard und rechts der Erzengel Michael. Der deutlich erkennbare zugemauerte Riss, der sich durch das Presbyterium zieht entstand infolge der Absenkung des vom Rio Paglia ausgespülten Burgbergs zu Beginn des 17. Jahrhunderts.
Das Fresko mit Szenen aus der Passion und er Auferstehung Jesu Christi an der Nordwand des Kirchenschiffes wurde beim Einbau des Fensters zum Teil zerstört. Darunter befindet sich rechts das Wappen des Auftraggebers Roland Spaur und links das Wappen seiner Frau Maria da Campo. An der gegenüberliegenden Südwand ist links eine Maestà und daneben zwei heilige Bischöfe, der heilige Nikolaus und vermutlich der heilige Vigilius abgebildet. Das Fresko unterscheidet sich in seiner Ausführung deutlich von den anderen Fresken und wurde von einem anderen Maler zu einem späteren Zeitpunkt, vermutlich in den 1490er Jahren angefertigt.
Die Westwand wurde mit dem Motiv der Anbetung der Könige ausgeschmückt.

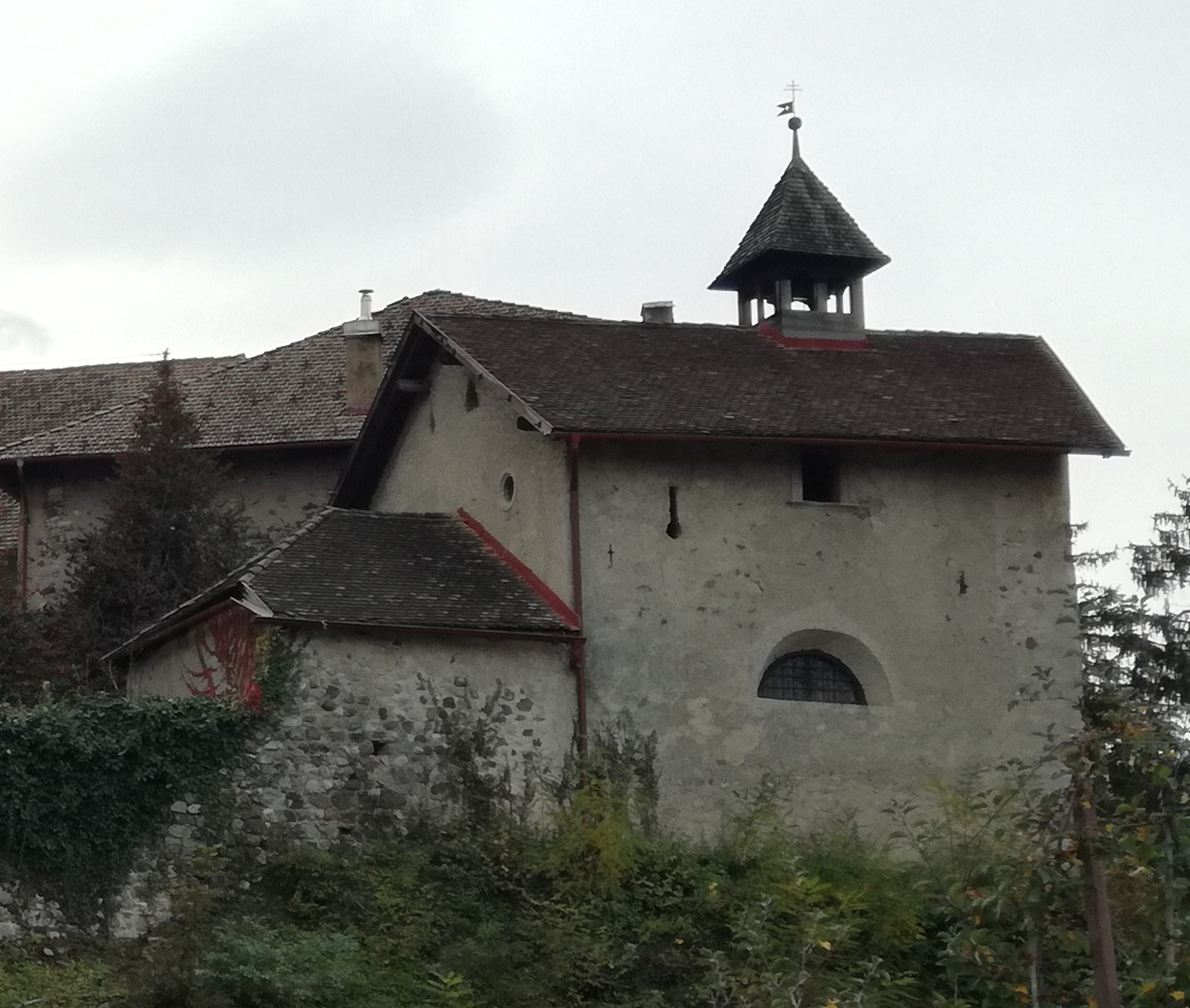
Nordwand der Burgkapelle San Valerio
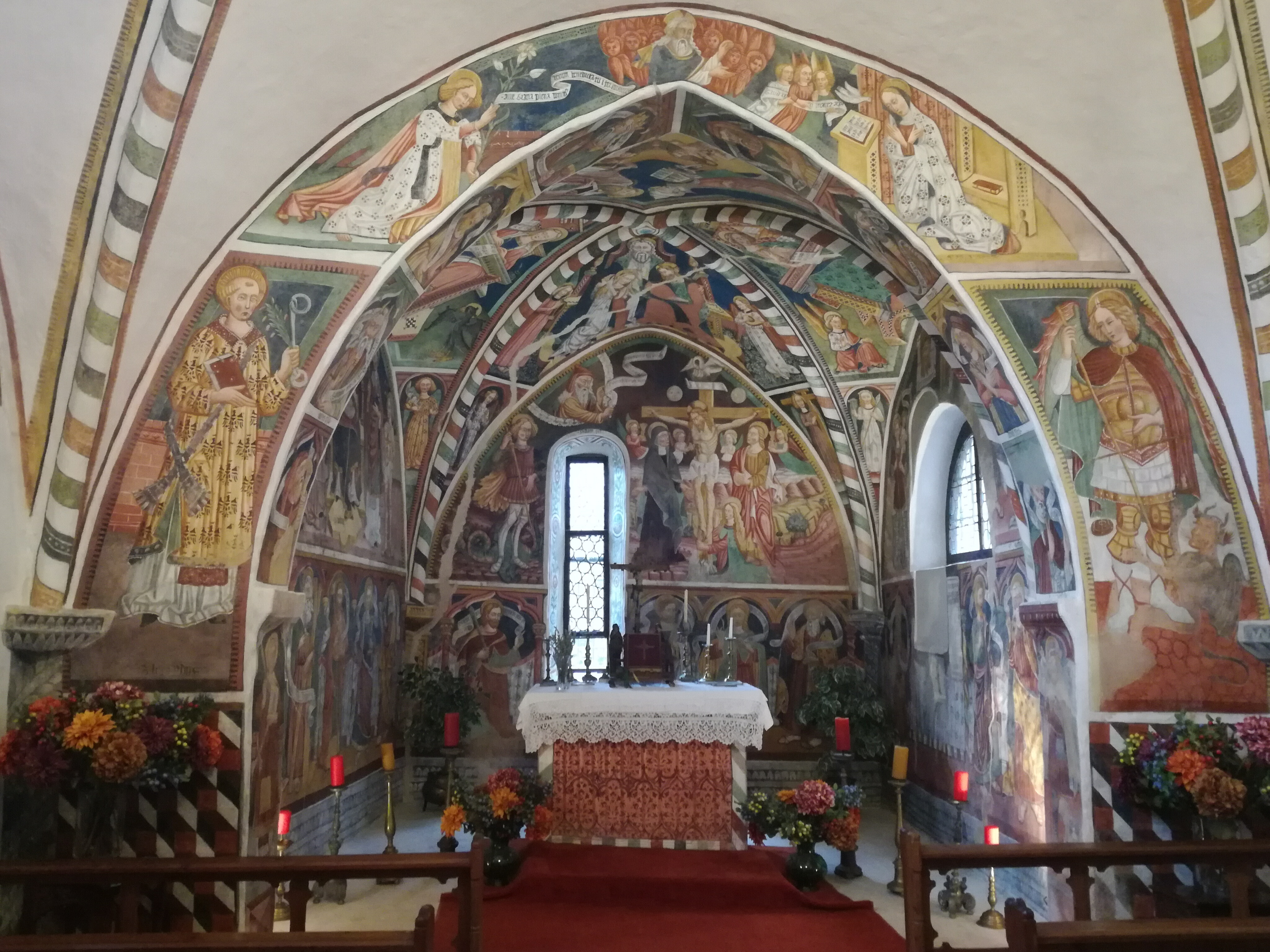
Das vollständig mit Fresken ausgeschmückte Presbyterium
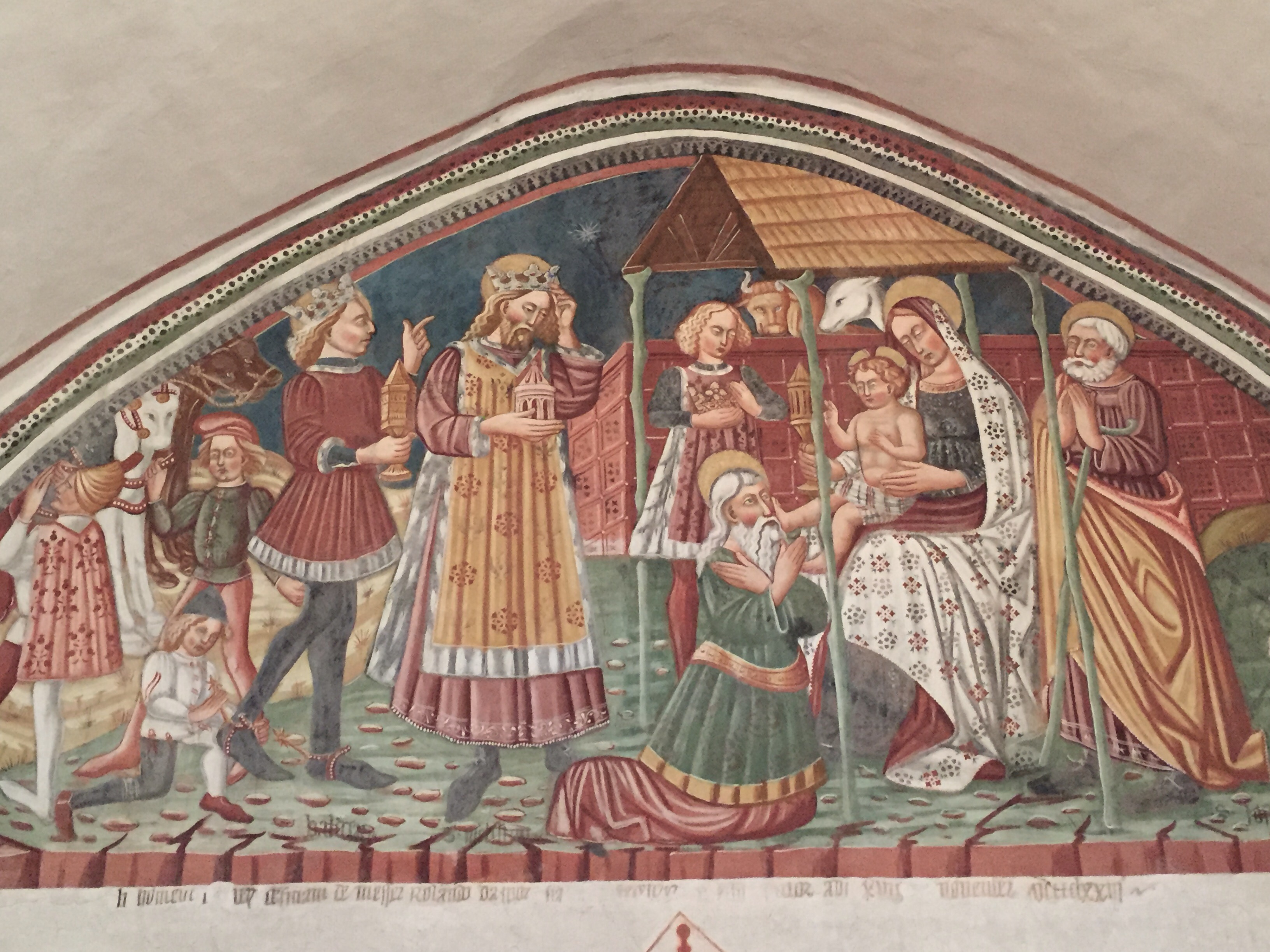
Die „Anbetung der Könige“ von Giovanni und Battista Baschenis an der Westwand des Kirchenschiffs. Darunter die mit „A.D. XVII NOVEMBER MCCCCDXXIII“ datierte Widmung an den Erbauer Roland Spaur.